# دنیس بنکس
دنیس بنکس (انگلیسی: Dennis Banks؛ زادهٔ ۱۲ آوریل ۱۹۳۷) سخنران، کنشگر، نویسنده و از رهبران سرخ‌پوستان اهل ایالات متحده آمریکا است.